# Smith & Wesson Model 500
La Smith & Wesson Model 500 è un revolver sviluppato dalla S&W in collaborazione con la Cor-bon nel 2003.

## Tecnica
La pistola impiega il sistema a doppia azione. Come telaio, realizzato totalmente in acciaio inox, è stato impiegato il nuovo tipo X-frame. Come munizioni, impiega i proiettili calibro .500 S & W Magnum. Per adattarsi a questo tipo di munizione, in grado di avere una velocità di 602 metri al secondo, il telaio è stato ingrandito rispetto agli altri modelli prodotti dalla stessa industria. Per tentare di sopperire al notevole rinculo, l'impugnatura è stata realizzata utilizzando una guancetta monopezzo in gomma Hogue Sorbathane derivata da quella impiegata sui telai modello K. Oltre a ciò, sono presenti degli agganci a cui assicurare una cinghia per migliorarne il trasporto. Particolare attenzione è stata posta sulla riduzione del rilascio di gas dopo l'esplosione dei proiettili.
Il tamburo ha una capacità di 5 colpi, è incernierato sul lato sinistro dell'arma e per liberarlo è necessario premere in avanti il tasto zigrinato posto dietro allo scudo di rinculo, sul lato sinistro. Per il bloccaggio viene impiegata una sferetta caricata elasticamente posta nel castello, che si inserisce in un'apposita sede in corrispondenza del giogo. Cane e grilletto sono di tipo target. Le sicure sono due: la prima, automatica, è comandata dalla slitta del grilletto e impedisce al cane di raggiungere il percussore (a grano riportato nel fusto) se il grilletto non è premuto; la seconda è costituita da un piccolo chiavistello posto immediatamente sopra al tasto di apertura del tamburo, che blocca la catena di scatto grazie a una piccola chiave.
Come sistema di puntamento si è impiegato un mirino Patridge di colore nero, spinato a una corta rampa e sostituibile con altri di differente altezza, e da una tacca di mira a U regolabile micrometricamente in altezza e derivazione.
È stata prodotta anche una versione con la canna accorciata da 4".

## Impiego
Data la sua potenza, la 500 è stata posta sul mercato specialmente per acquirenti interessati all'uso sportivo o al suo impiego in battute di caccia.